# 松田憲秀
松田 憲秀（まつだ のりひで）は、戦国時代から安土桃山時代にかけての武将。後北条氏の家臣。

## 生涯
松田氏は北条早雲以来の譜代の家老の家柄で、2,798貫という知行を食む大身である。
松田盛秀（顕秀）の嫡男として誕生。憲秀は家老として北条氏康に仕え、様々な内政政策や千葉氏・里見氏などの諸勢力と外交面で交渉を担当した。また、元亀2年（1571年）には駿河国深沢城にて北条綱成と共に籠城して武田勢から守備、国府台合戦、神流川の戦いなどの諸戦に従軍し、各地を転戦した記録も多く残る。氏康死後は氏政に仕えた。当時一国の大名ほどの格式を持ち、文書発給の際に印章を使用した。
天正8年（1590年）の豊臣秀吉による小田原征伐では、当初は徹底抗戦を主張するも、秀吉側の堀秀政らの誘いを受けて長男・笠原政晴（政尭）と共に豊臣方に内応しようとした。しかし、次男・直秀の注進があり北条氏直によって事前に防がれ、憲秀は監禁、政晴は殺害された。この事件は、北条家に降伏を決意させることとなったといわれている。この結果、北条家仕置時に、秀吉にその不忠を咎められて切腹した。
次男・直秀は氏直に従い高野山に入り、氏直死後は憲定と改名し、豊臣秀次・前田利長に仕えて、前田家では4,000石を知行され、慶長19年（1614年）7月に金沢で死去している。
なお、小田原籠城時に豊臣方に内応した説であるが、憲秀は一度は徹底抗戦を主張したものの、秀吉軍の前に抵抗は無理と悟り相模国・伊豆国の2国の所領安堵と城兵の助命を条件に和睦を打診していたという説もある。しかし、これは憲秀独断の交渉であり、また一度は徹底抗戦を主張した当事者としては許されるべき対応ではなかったために、露見した際に死罪ではなく監禁されたと思われる。子の政晴については積極的に内応をしようと次男・直秀に相談していたという経緯があったために、憲秀とは違い即座に死罪となったと推測される。
東京浜松町の旧芝離宮恩賜庭園に、「松田憲秀邸の門柱」と伝わる石柱が残る。江戸時代に小田原藩主大久保氏が江戸へ運ばせ、藩邸（上屋敷）で茶室の柱に使っていたと伝わる。